# Самозарядное оружие

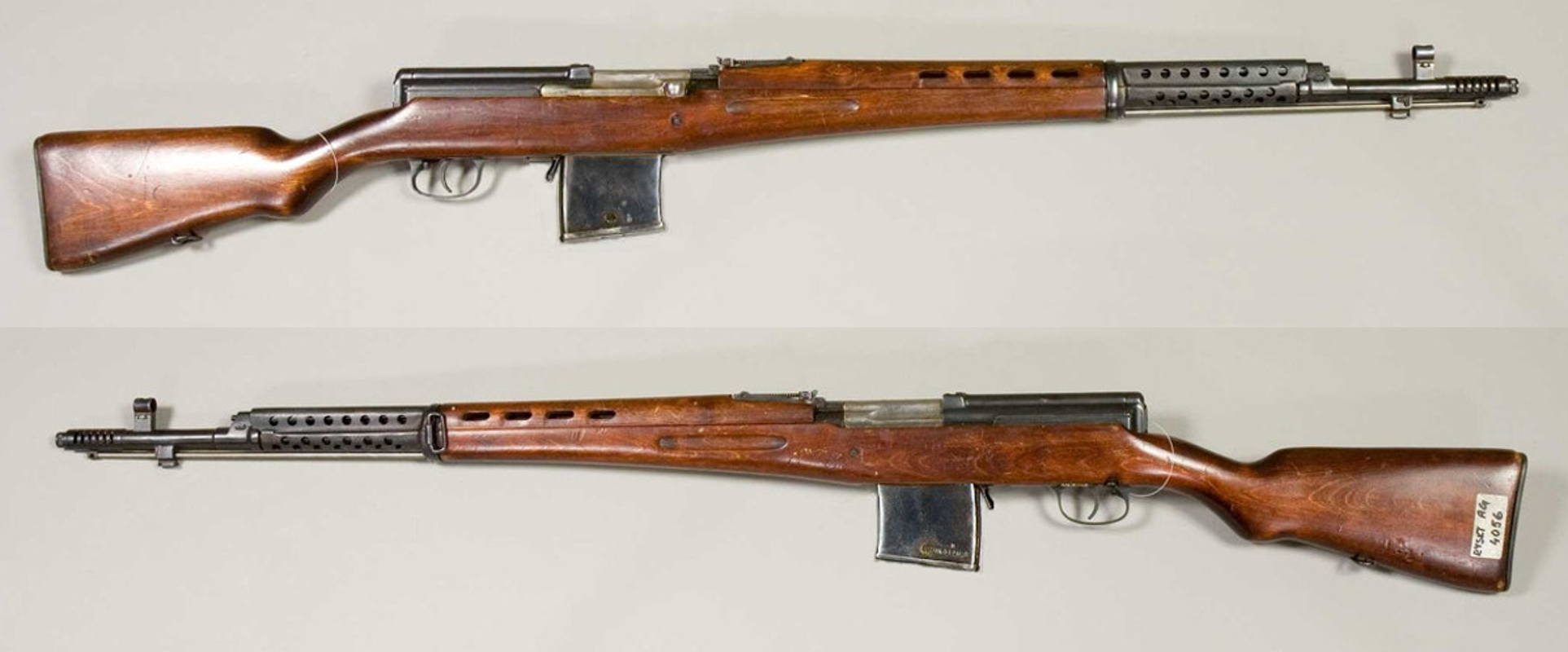
Самозарядная винтовка Токарева (автоматическая винтовка).

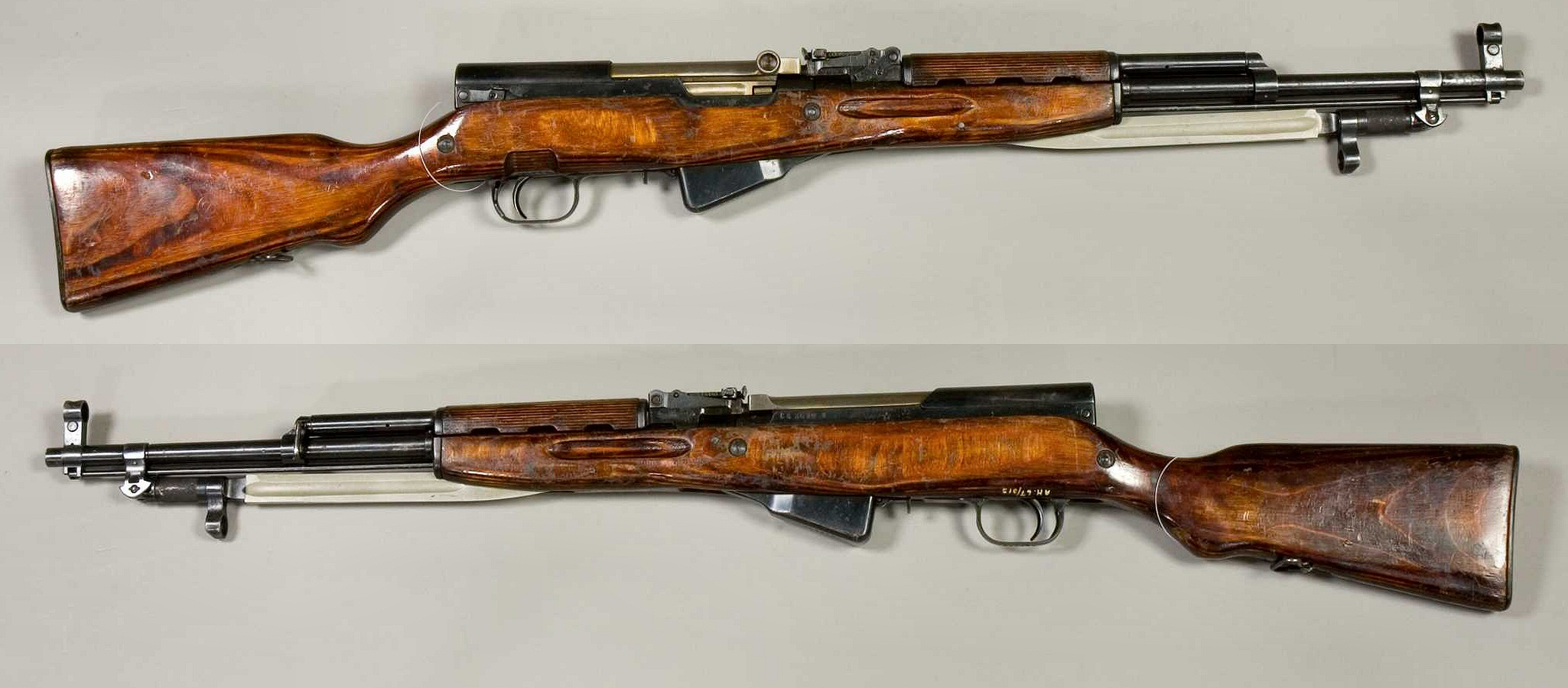
Самозарядный карабин Симонова.

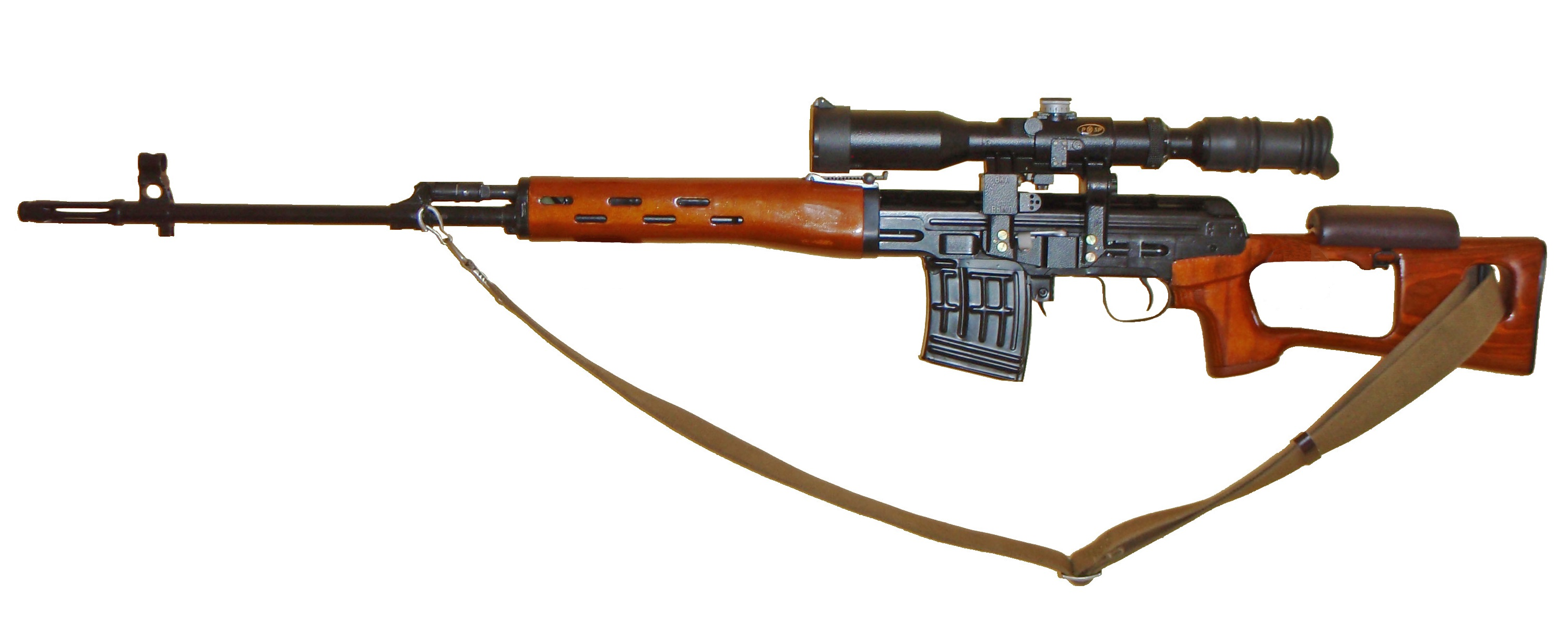
Самозарядная снайперская винтовка Драгунова.

Запрос «Полуавтоматическое оружие» перенаправляется сюда.
Самозарядное оружие — оружие с полной автоматизацией перезаряжания, спусковой механизм которого позволяет вести только одиночную стрельбу.
В самозарядном оружии обычно процесс включает в себя удаление пустой гильзы, взведение ударно-спускового механизма и досылку нового патрона в патронник. Это очень похоже на автоматику пулемётов или автоматов, но в самозарядном оружии повторный выстрел не происходит автоматически — стрелок должен отпустить и снова нажать на спусковой крючок. Иными словами, за одно нажатие на спусковой крючок происходит один выстрел.
Как и самострельное оружие, самозарядное оружие отличается от других видов оружия (например, револьверов одиночного действия, помповых ружей, винтовок со скользящим затвором) тем, что не требует после каждого выстрела производить перезарядку вручную. Например, для того чтобы выстрелить десятью патронами из самозарядной винтовки, достаточно зарядить первый патрон, а затем нажать десять раз на спусковой крючок. Для других видов оружия необходимо каждый раз повторять весь процесс «зарядки — разрядки». В самострельном оружии огонь будет вестись до тех пор, пока стрелок не отпустит спусковой крючок или не закончатся патроны в магазине.
Первой самозарядной винтовкой считается винтовка Мондрагона.

## История создания

### Первые образцы
Самым ранним образцом самозарядного оружия считается самозарядная винтовка Model 85, созданная Фердинандом Риттером фон Маннлихером в 1885 году. Развитием исходной модели стали Mannlicher Model 91, 93 и 95.  Одновременно с самозарядными винтовками, Маннлихер положил начало и производству самозарядных пистолетов: шестизарядный Steyr Mannlicher M1894 в калибре 6.5 мм использовал нетривиальную схему с подвижным стволом.

### Самозарядный дробовик
В 1902 году Джон Моузес Браунинг разработал Browning Auto-5 — первый серийный самозарядный дробовик. Ружьё производилось под брендом Browning бельгийской Fabrique Nationale de Herstal. Browning Auto-5 использовало классическую схему с длинным ходом затвора и оставалось в производстве до 1999 года.

### Самозарядное оружие со свободным затвором
Первыми серийными образцами со свободным ходом затвора стали гражданские винтовки Winchester Model 1903 и Winchester Model 1905 под патроны кольцевого и центрального боя, соответственно. Model 1903 оставалась в производстве больше 25 лет - лишь в 1932 году ей на замену пришёл Winchester Model 63.
Параллельно Winchester, свои модели самозарядных винтовок в калибре .22 выпускали на рынок и другие производители - FN, Remington, Savage Arms. Эти модели оружия также использовали схему со свободным затвором.

## Типы
Существуют самозарядные пистолеты, винтовки и ружья. У самострельного оружия есть переводчик огня, позволяющий переключить оружие в полуавтоматический режим.

## Наиболее известные образцы

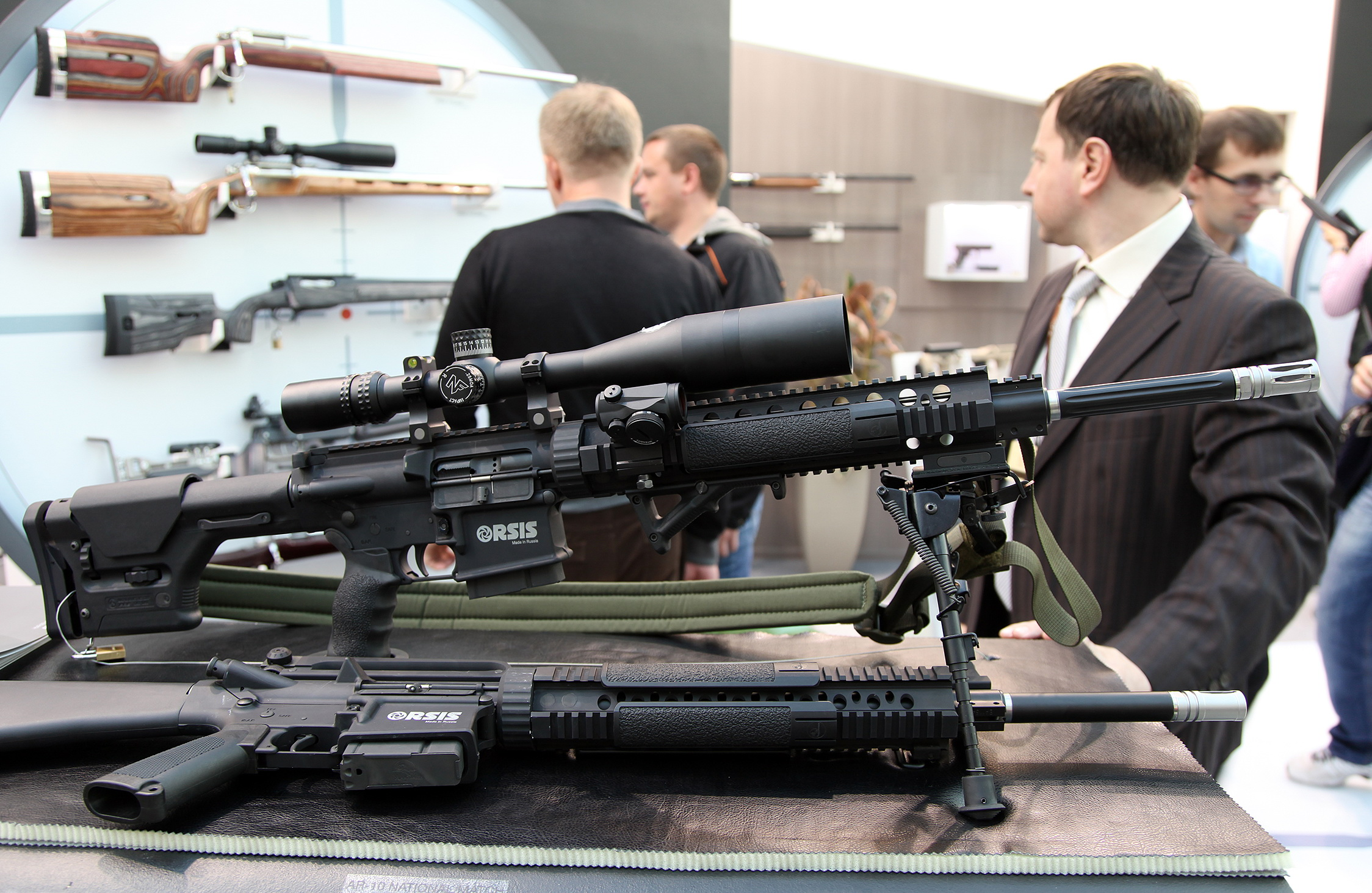
AR-10 National Match

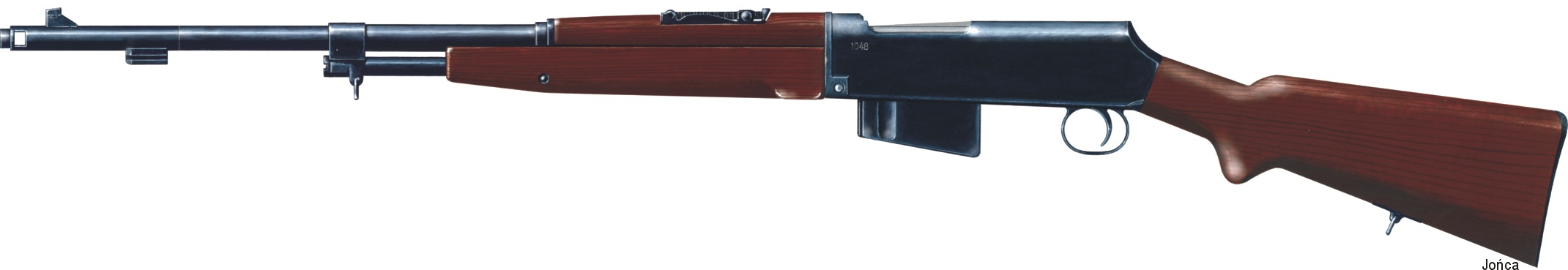
Karabin samopowtarzalny wz. 38M

- Mondragón M1908
- Meunier A6
- Винтовка Лю
- Selbstlader M1916
- RSC M1917
- RSC M1918
- Armaguerra Mod.39
- Gewehr 41
- Gewehr 43
- Automatgevär m/42
- M1 Garand
- ZH-29
- Kbsp wz.38M
- СВТ-38/40
- СКС
- СВД